# بیوانرژتیکس
بیوانرژیتیکس (به انگلیسی: Bioenergetics) رشته‌ای در بیوشیمی و زیست‌شناسی سلولی است که به گردش انرژی در سامانه‌های زنده می‌پردازد  و یکی از رشته‌های مهم و فعال در زیست‌شناسی است که بر روی تغییر و تحول انرژی در موجودات زنده و هزاران فرایند مختلفی که در سلول ها رخ می‌دهد مطالعه می‌کند؛ فرایندهایی مانند تنفس یاخته‌ای و بسیاری از فرایندهای متابولیکی و آنزیمی که به تولید و به‌کارگیریِ انرژی در اشکالی مانند مولکول‌های ATP منجر می‌شود.   از این رو هدفِ زیست‌کارمایه‌شناسی این است که توضیح دهد که موجودات زنده چگونه انرژی را دریافت و انرژی را به شکل‌های مختلفی در می‌آورند که بتوانند کار زیستی انجام دهند.  بنابراین در بیوانرژتیکس، مطالعه شبکه متابولیکی بسیار اهمیت دارد.

## مطالعه بیشتر
- Green D. E., Zande H. D. (September 1981). "Universal energy principle of biological systems and the unity of bioenergetics". Proc. Natl. Acad. Sci. U.S.A. 78 (9): 5344–7. Bibcode:1981PNAS...78.5344G. doi:10.1073/pnas.78.9.5344. PMC 348741. PMID 6946475.